# Naas
Naas (iriska: Nás na Rí eller An Nás) är en stad i Republiken Irland, belägen i grevskapet Kildare där den även är administrativ huvudort. År 2016 hade Naas omkring 22 000 invånare, att jämföra med 2004 då staden hade 14 000 invånare, och den har en lägre genomsnittsålder än andra irländska orter.  Naas ligger nära Dublin och en stor andel av invånarna pendlar till huvudstaden. Motorvägen M7 går rakt igenom Naas.
Stadens iriska namn, Nás na Rí, och den äldre formen Nás na Ríogh, betyder kungarnas mötesplats. Staden blev grundlagd under keltisk tid och var redan då ett viktigt administrationsscentrum.